# Біліє парус одинокий (фільм, 1937)
«Біліє парус одинокий» — художній фільм, перша екранізація однойменної повісті Валентина Катаєва.
Катаєв написав сценарій і брав активну участь у роботі над фільмом. Він затвердив кінопроби, їздив для уточнення місць зйомки в Одесі, розповідав про події, яким був очевидцем тридцять років тому, загалом, був головним порадником режисера.

## Сюжет
Події, описані в цьому творі, розгорталися в Одесі в 1905 році, незабаром після придушення повстання на панцернику «Потьомкін». І в картині ці реальні історичні події показані з точки зору двох хлопчиків — Петі та Гаврика. Разом з ними глядач опиняється в самій гущавині подій.

## В ролях
- Борис Рунге — Петя Бачей
- Ігор Бут — одеський рибалка Гаврик
- Федір Нікітін — вчитель Бачей, батько Петі
- Олександр Мельников — Родіон Жуков
- Олександр Чекаєвський — Терентій Чорноіваненко
- Микола Плотников — вусатий шпик
- Ольга Пыжова — мадам Стороженко
- Ірина Большакова — Павлик
- Світлана Прядилова — Мотя
- Іван Пельтцер — дід Гаврика
- Матвій Ляров — капітан
- Данило Сагал — Ілля Борисович
- Микола Свободін — власник тиру
- Петро Старковський — епізод
- Георгій Тусузов — епізод, дебют в кіно
- Іван Любезнов — епізод
- Володимир Лепко — епізод

## Знімальна група
- Автор сценарію: Валентин Катаєв
- Режисер: Володимир Легошін
- Асистент режисера: Олександр Роу
- Оператор: Борис Монастирський
- Композитор: Михайло Раухвергер
- Художник: Володимир Каплуновський
- Звук: Микола Озорнов

## Видання на відео
- На початку 1990-х років фільм випущено кінообєднанням «Крупний план» на відеокасетах. Також фільм випущено на VHS фірмою «Формат А».
- 9 серпня 2007 року фільм випущено на DVD студією «Союз-відео».
- У фільмі кіноляп: в одному кадрі проїжджає ГАЗ-А, який створений в 1931 році, а події відносяться до 1905—1906 рр.